# Singapore Slingers
Maillots
| \| Singapour \| Le Singapore Indoor Stadium à Singapour |
| Singapour                                               |

Les Singapore Slingers sont un club singapourien de basket-ball basé à Singapour.

## Historique
En 2006 les Hunter Pirates ont de graves problèmes financiers, sa licence est alors rachetée par un consortium de Singapour qui rebaptise la franchise sous le nom de Singapore Slingers.
C'est le premier (et seul à ce jour) club asiatique à avoir été convié a disputer la National Basketball League, le plus haut niveau en Australie. Le club dispute donc les compétitions de NBL à partir de la saison 2006-2007 en ayant racheté la licence des Hunter Pirates.
La NBL annonce le 29 juillet 2008 que la franchise des Singapore Slingers se retire de la compétition en raison d'une augmentation des coûts de transport internationaux. Le dirigeant de NBL Chuck Harmison précise alors que les Slingers se focalisent désormais sur les compétitions se déroulant en Asie plutôt que d'organiser des rencontres hebdomadaires sur l'Australie et la Nouvelle-Zélande.
L'équipe rejoint l'ASEAN Basketball League (ABL) en 2009.

## Noms successifs
- 1979 - 2003 : Canberra Cannons
- 2003 - 2006 : Hunter Pirates
- Depuis 2006 : Singapore Slingers

## Palmarès
- National Basketball League : 1982, 1983, 1988

## Galerie

Logo des Hunter Pirates, ancien nom de l'équipe (2003-2006)
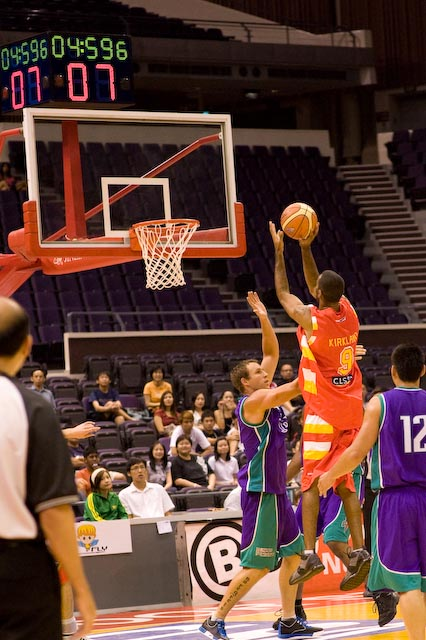
Armein Kirkland des Singapore Slingers marque deux points en décembre 2008 (Image : B. Engelhardt)
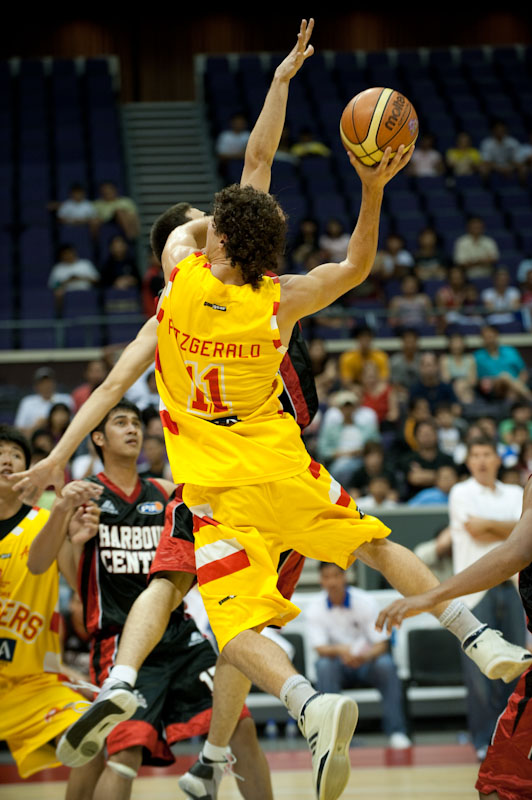
John Fitzgerald des Singapore Slingers en janvier 2009 (Image : B. Engelhardt)